# Spring Challenger
Lo Spring Challenger è stato un torneo professionistico di tennis giocato su campi in cemento. Faceva parte dell'ATP Challenger Series. Si giocava annualmente a Spring negli Stati Uniti.

## Albo d'oro

### Singolare
| Anno | Campione       | Finalista    | Punteggio     |
| ---- | -------------- | ------------ | ------------- |
| 1983 | Leif Shiras    | Ross Case    | 6–1, 6–0      |
| 1984 | Vijay Amritraj | Leif Shiras  | 7–5, 4–6, 7–6 |
| 1985 | Gary Donnelly  | Lloyd Bourne | 5–7, 6–4, 7–6 |

### Doppio
| Anno | Campioni                    | Finalisti                   | Punteggio     |
| ---- | --------------------------- | --------------------------- | ------------- |
| 1983 | Andrew Pattison Butch Walts | Anand Amritraj Lloyd Bourne | 7–6, 6–7, 6–4 |
| 1984 | Andy Kohlberg Rick Meyer    | Ron Hightower John Mattke   | 6–4, 3–6, 7–6 |
| 1985 | Rill Baxter Glenn Michibata | Roger Knapp Mark Wooldridge | 6–4, 6–3      |